# Perasis arabicus
Perasis arabicus là một loài ruồi trong họ Asilidae. Perasis arabicus được Macquart miêu tả năm 1838.